# Venezuela en la clasificación de Conmebol para la Copa Mundial de Fútbol de 2026
La selección de fútbol de Venezuela es uno de los diez equipos nacionales que participan en la clasificación de Conmebol para la Copa Mundial de Fútbol, en la que se definen los representantes de Conmebol para la Copa Mundial de Fútbol de 2026 que se desarrollará en Canadá, Estados Unidos y México.
La etapa preliminar —también denominada eliminatorias— se juega en América del Sur desde septiembre de 2023 hasta septiembre de 2025 en encuentros de ida y vuelta.

## Sistema de juego
El sistema de juego de las eliminatorias consiste por octava ocasión consecutiva, en enfrentamientos de ida y vuelta todos contra todos, con un total 18 jornadas.
Tras haber sorteado el orden de los partidos en la edición anterior en la ciudad de Luque, Paraguay, el 17 de diciembre de 2019, la Conmebol decidió repetir el calendario de partidos para estas clasificatorias.
Para el mundial 2026 se aumentó la cantidad de equipos participantes de 32 a 48, esto también aumentó los cupos para Conmebol, así los primeros seis puestos accederán de manera directa a la Copa Mundial de Fútbol de 2026. La selección que logre el séptimo puesto disputará un torneo de repesca ante equipos nacionales de otras confederaciones.

## Previa y preparación
Venezuela jugó 14 fases de clasificación mundialista desde 1966 —fue la última selección de la confederación en sumarse a las eliminatorias—. Nunca logró la clasificación y antes de empezar esta eliminatoria, ocupa el décimo y último lugar en la tabla histórica. Ganó 28 partidos sobre 154 y perdió 104.
Siendo la única selección de Conmebol que jamás disputó una Copa del Mundo, Venezuela se preparó con miras a clasificar, ya que por el nuevo formato habrá seis plazas y media en juego y solo tres equipos quedarán eliminados sin más oportunidades. Históricamente nunca dio pelea seria por los boletos, ya que solo en 2014 no finalizó entre los últimos tres.
Tras la abrupta salida de José Pekerman por recisión de mutuo acuerdo a inicios de 2023, las riendas de la selección fueron asumidas por su asistente Fernando Batista, quien había sido convocado por Pekerman para encargarse de las selecciones sub-20 y sub-23. El argentino —con trayectoria en divisiones juveniles argentinas— tuvo su primera experiencia en un conjunto de mayores, y ya con él al mando, se disputó un total de cuatro amistosos donde no conoció la derrota —victoria ante Arabia Saudita, Honduras y Guatemala, mientras que empató con Uzbekistán—
En varias oportunidades se ha presagiado el salto de calidad del fútbol en Venezuela a nivel de selecciones. Esto debido a las buenas campañas en mundiales juveniles que nunca han podido confirmarse en torneos largos como las eliminatorias. Sí ha llegado a semifinales de Copa América, por ejemplo, pero en fases de clasificación mundialista no pudo sostener la competencia.

## Proceso de clasificación
2023
Venezuela inició su proceso de clasificación yendo a la ciudad de Barranquilla para disputar los primeros puntos ante Colombia. La selección nacional fue última en las dos recientes eliminatorias, y la historia de «la Vinotinto» en Barranquilla no es buena: cuatro derrotas, un triunfo y un empate. Solo anotó dos goles y recibió nueve. En el partido contra Colombia se apostó por la seguridad defensiva, diez jugadores en campo propio y la pelota parada como argumento ofensivo. Este plan duró 45 minutos, ya que en el minuto 46 Rafael Santos Borré anotó el gol que le dio el triunfo a la selección colombiana.
El siguiente partido se disputó en la ciudad de Maturín, donde Venezuela sumó sus primeros tres puntos en la eliminatoria ante Paraguay. Tras un primer tiempo de poca acción, en Venezuela se vivió un caso llamativo, y es que Yangel Herrera anotó un gol que posteriormente fue invalidado por el colegiado colombiano Andrés Rojas. Esto causó suspicacia porque en las eliminatorias al Mundial de Catar 2022, el mismo árbitro, contra el mismo rival, le anuló un gol al mismo jugador por una supuesta mano previa, lo que convirtió a Herrera es el primer jugador en la historia de las eliminatorias sudamericanas con dos goles anulados por VAR. Ambos goles, además, contra el mismo rival, con el mismo árbitro y por el mismo motivo. Un penalti ejecutado a los 93 minutos por Salomón Rondón, precisamente por una mano paraguaya en el área notificada por el VAR, le dio la victoria a Venezuela. «La Vinotinto» tardó cinco fechas en sumar sus primeras unidades en la eliminatoria de Rusia 2018 y cuatro en la de Catar 2022.
En la siguiente doble fecha, la selección fue hasta el estadio Arena Pantanal de Cuiabá donde visitó a la selección de Brasil y consiguió un resultado histórico, y es que, pese a tener toda su artillería en cancha, liderada por Vinícius Júnior, Neymar y Rodrygo, Brasil cedió un empate 1-1. Gabriel abrió el marcador al minuto 50 con un cabezazo tras un córner. Pese al gol, Venezuela poco a poco empezó a elaborar más contragolpes hasta que, en el minuto 85, Eduard Bello —quién había ingresado en el minuto 80— convirtió un gol de chilena para sellar el empate a uno. Tras el partido, Bello comentó: «Es un gol soñado: entrar acá, en Brasil, con estadio lleno, ante los pentacampeones del mundo y poder marcarles un gol como este, y para un resultado para la historia... la verdad es algo que va a quedar para el recuerdo de mis hijos y los hijos de mis hijos». Con el resultado, Venezuela se ubicó sexta en la tabla de posiciones con cuatro unidades, y volvió nuevamente a Maturín para enfrentar a Chile, donde tras un comienzo incómodo donde Chile presionó más los primeros 20 minutos, logró sacar el partido adelante y vencer 3-0 a la selección chilena. Yeferson Soteldo anotó el primero en el descuento del primer tiempo (45+1) y asistió a Salomón Rondón —quién disputaba su partido número 100 con la selección—, para que marcara a los 72 y Darwin Machís cerró la cuenta a los 79. La victoria ubicó a Venezuela segunda en la tabla junto a Brasil, con 7 puntos, a dos del líder Argentina.

## Sedes
| Maturín               |
| --------------------- |
| Monumental de Maturín |
| Capacidad: 51 796     |
|                       |

## Uniformes
| Titular 2023 | Alternativa 2023 | Titular 2024 | Alternativa 2024 |

## Tabla de posiciones
| Pos. | Selección | Pts. | PJ | G  | E | P  | GF | GC | Dif. |
| ---- | --------- | ---- | -- | -- | - | -- | -- | -- | ---- |
| 1.   | Argentina | 35   | 16 | 11 | 2 | 3  | 28 | 9  | +19  |
| 2.   | Ecuador   | 25   | 16 | 7  | 7 | 2  | 13 | 5  | +8   |
| 3.   | Brasil    | 25   | 16 | 7  | 4 | 5  | 21 | 16 | +5   |
| 4.   | Uruguay   | 24   | 16 | 6  | 6 | 4  | 19 | 12 | +7   |
| 5.   | Paraguay  | 24   | 16 | 6  | 6 | 4  | 13 | 10 | +3   |
| 6.   | Colombia  | 22   | 16 | 5  | 7 | 4  | 19 | 15 | +4   |
| 7.   | Venezuela | 18   | 16 | 4  | 6 | 6  | 15 | 19 | –4   |
| 8.   | Bolivia   | 17   | 16 | 5  | 2 | 9  | 16 | 32 | –16  |
| 9.   | Perú      | 12   | 16 | 2  | 6 | 8  | 6  | 17 | –11  |
| 10.  | Chile     | 10   | 16 | 2  | 4 | 10 | 9  | 24 | –15  |

| L\V                  | Bandera de Argentina | Bandera de Bolivia | Bandera de Brasil | Bandera de Chile | Bandera de Colombia | Bandera de Ecuador | Bandera de Paraguay | Bandera de Perú | Bandera de Uruguay | Bandera de Venezuela |
| Bandera de Argentina |                      | 6:0                | 4:1               | 3:0              | 1:1                 | 1:0                | 1:0                 | 1:0             | 0:2                | :                    |
| Bandera de Bolivia   | 0:3                  |                    | :                 | 2:0              | 1:0                 | 1:2                | 2:2                 | 2:0             | 0:0                | 4:0                  |
| Bandera de Brasil    | 0:1                  | 5:1                |                   | :                | 2:1                 | 1:0                | 1:0                 | 4:0             | 1:1                | 1:1                  |
| Bandera de Chile     | 0:1                  | 1:2                | 1:2               |                  | 0:0                 | 0:0                | 0:0                 | 2:0             | :                  | 4:2                  |
| Bandera de Colombia  | 2:1                  | :                  | 2:1               | 4:0              |                     | 0:1                | 2:2                 | 0:0             | 2:2                | 1:0                  |
| Bandera de Ecuador   | :                    | 4:0                | 0:0               | 1:0              | 0:0                 |                    | 0:0                 | 1:0             | 2:1                | 2:1                  |
| Bandera de Paraguay  | 2:1                  | 1:0                | 1:0               | 1:0              | 0:1                 | :                  |                     | 0:0             | 2:0                | 2:1                  |
| Bandera de Perú      | 0:2                  | 3:1                | 0:1               | 0:0              | 1:1                 | 0:0                | :                   |                 | 1:0                | 1:1                  |
| Bandera de Uruguay   | 0:1                  | 3:0                | 2:0               | 3:1              | 3:2                 | 0:0                | 0:0                 | :               |                    | 2:0                  |
| Bandera de Venezuela | 1:1                  | 2:0                | 1:1               | 3:0              | :                   | 0:0                | 1:0                 | 1:0             | 0:0                |                      |

|  | Clasifican a la Copa Mundial de Fútbol de 2026.  |
|  | Clasifica al Torneo de Repesca Intercontinental. |

### Evolución de posiciones
| País / Fecha | 1   | 2   | 3   | 4   | 5   | 6   | 7   | 8   | 9   | 10  | 11  | 12  | 13  | 14  | 15  | 16  | 17  | 18  |
| ------------ | --- | --- | --- | --- | --- | --- | --- | --- | --- | --- | --- | --- | --- | --- | --- | --- | --- | --- |
| Venezuela    | 7.° | 5.° | 6.° | 4.° | 4.° | 4.° | 5.° | 6.° | 7.° | 8.° | 7.° | 8.° | 8.° | 7.° | 7.° | 7.° | ?.° | ?.° |
| Resultado    | P   | G   | E   | G   | E   | E   | P   | E   | E   | P   | E   | P   | P   | G   | G   | P   | –   | –   |

### Puntos obtenidos contra cada selección durante las eliminatorias
| vs.       | Bandera de Argentina | Bandera de Bolivia | Bandera de Brasil | Bandera de Chile | Bandera de Colombia | Bandera de Ecuador | Bandera de Paraguay | Bandera de Perú | Bandera de Uruguay | Total |
| --------- | -------------------- | ------------------ | ----------------- | ---------------- | ------------------- | ------------------ | ------------------- | --------------- | ------------------ | ----- |
| Local     | 1                    | 3                  | 1                 | 3                | –                   | 1                  | 3                   | 3               | 1                  | 16    |
| Visitante | –                    | 0                  | 1                 | 0                | 0                   | 0                  | 0                   | 1               | 0                  | 2     |
| Total     | 1                    | 3                  | 2                 | 3                | 0                   | 1                  | 3                   | 4               | 1                  | 18    |

## Partidos

### Primera vuelta
| 7 de septiembre de 2023 | Colombia  | 1:0 (0:0) | Venezuela | Estadio Metropolitano, Barranquilla                                            |                                                                                |
| 18:00 (UTC-5)           | Borré 46' | Reporte   |           | Asistencia: 43 084 espectadores Árbitro(s): Anderson Daronco VAR: Wagner Reway | Asistencia: 43 084 espectadores Árbitro(s): Anderson Daronco VAR: Wagner Reway |

| 12 de septiembre de 2023 | Venezuela           | 1:0 (0:0) | Paraguay | Estadio Monumental, Maturín                                               |                                                                           |
| 18:00 (UTC-4)            | Rondón 90+3' (pen.) | Reporte   |          | Asistencia: 34 187 espectadores Árbitro(s): Andrés Rojas VAR: Yadir Acuña | Asistencia: 34 187 espectadores Árbitro(s): Andrés Rojas VAR: Yadir Acuña |

| 12 de octubre de 2023 | Brasil      | 1:1 (0:0) | Venezuela | Arena Pantanal, Cuiabá                                                    |                                                                           |
| 20:30 (UTC-4)         | Gabriel 50' | Reporte   | Bello 85' | Asistencia: 39 018 espectadores Árbitro(s): Kevin Ortega VAR: Carlos Orbe | Asistencia: 39 018 espectadores Árbitro(s): Kevin Ortega VAR: Carlos Orbe |

| 17 de octubre de 2023 | Venezuela                                 | 3:0 (1:0) | Chile | Estadio Monumental, Maturín                                                   |                                                                               |
| 17:00 (UTC-4)         | - Soteldo 45+1' - Rondón 72' - Machís 79' | Reporte   |       | Asistencia: 48 076 espectadores Árbitro(s): Flavio de Souza VAR: Rafael Traci | Asistencia: 48 076 espectadores Árbitro(s): Flavio de Souza VAR: Rafael Traci |

| 16 de noviembre de 2023 | Venezuela | 0:0     | Ecuador | Estadio Monumental, Maturín                                                  |                                                                              |
| 18:00 (UTC-4)           |           | Reporte |         | Asistencia: 51 083 espectadores Árbitro(s): Juan Benítez VAR: Carlos Benítez | Asistencia: 51 083 espectadores Árbitro(s): Juan Benítez VAR: Carlos Benítez |

| 21 de noviembre de 2023 | Perú      | 1:1 (1:0) | Venezuela    | Estadio Nacional, Lima                                                      |                                                                             |
| 21:00 (UTC-5)           | Yotún 17' | Reporte   | Savarino 54' | Asistencia: 27 323 espectadores Árbitro(s): Darío Herrera VAR: Jorge Baliño | Asistencia: 27 323 espectadores Árbitro(s): Darío Herrera VAR: Jorge Baliño |

| 5 de septiembre de 2024 | Bolivia                                                              | 4:0 (2:0) | Venezuela | Estadio Municipal, El Alto                                                 |                                                                            |
| 16:00 (UTC-4)           | - R. Vaca 13' - Algarañaz 45+5' (pen.) - Terceros 46' - Monteiro 89' | Reporte   |           | Asistencia: 20 500 espectadores Árbitro(s): Wilmar Roldán VAR: Jhon Ospina | Asistencia: 20 500 espectadores Árbitro(s): Wilmar Roldán VAR: Jhon Ospina |

| 10 de septiembre de 2024 | Venezuela | 0:0     | Uruguay | Estadio Monumental, Maturín                 |                                             |
| 18:00 (UTC-4)            |           | Reporte |         | Árbitro(s): Raphael Claus VAR: Wagner Reway | Árbitro(s): Raphael Claus VAR: Wagner Reway |

| 10 de octubre de 2024 | Venezuela  | 1:1 (0:1) | Argentina    | Estadio Monumental, Maturín                        |                                                    |
| 17:00 (UTC-4)         | Rondón 65' | Reporte   | Otamendi 13' | Árbitro(s): Gustavo Tejera VAR: Christian Ferreyra | Árbitro(s): Gustavo Tejera VAR: Christian Ferreyra |

### Segunda vuelta
| 15 de octubre de 2024 | Paraguay          | 2:1 (0:1) | Venezuela    | Estadio Defensores del Chaco, Asunción       |                                              |
| 20:00 (UTC-4)         | Sanabria 59', 74' | Reporte   | Aramburu 25' | Árbitro(s): Piero Maza VAR: Rodrigo Carvajal | Árbitro(s): Piero Maza VAR: Rodrigo Carvajal |

| 14 de noviembre de 2024 | Venezuela   | 1:1 (0:1) | Brasil       | Estadio Monumental, Maturín                |                                            |
| 17:00 (UTC-4)           | Segovia 46' | Reporte   | Raphinha 43' | Árbitro(s): Andrés Rojas VAR: Jhon Perdomo | Árbitro(s): Andrés Rojas VAR: Jhon Perdomo |

| 19 de noviembre de 2024 | Chile                                              | 4:2 (3:2) | Venezuela                    | Estadio Nacional, Santiago                    |                                               |
| 21:00 (UTC-3)           | - Vargas 20' - Rincón 29' (a.g.) - Cepeda 38', 47' | Reporte   | - Savarino 13' - Ramírez 22' | Árbitro(s): Facundo Tello VAR: Mauro Vigliano | Árbitro(s): Facundo Tello VAR: Mauro Vigliano |

| 21 de marzo de 2025 | Ecuador           | 2:1 (1:0) | Venezuela   | Estadio Rodrigo Paz Delgado, Quito           |                                              |
| 16:00 (UTC-5)       | Valencia 39', 46' | Reporte   | Cádiz 90+1' | Árbitro(s): Ramón Abatti VAR: Rodolpho Toski | Árbitro(s): Ramón Abatti VAR: Rodolpho Toski |

| 25 de marzo de 2025 | Venezuela         | 1:0 (1:0) | Perú | Estadio Monumental, Maturín               |                                           |
| 20:00 (UTC-4)       | Rondón 41' (pen.) | Reporte   |      | Árbitro(s): Cristián Garay VAR: Juan Lara | Árbitro(s): Cristián Garay VAR: Juan Lara |

| 6 de junio de 2025 | Venezuela                        | 2:0 (2:0) | Bolivia | Estadio Monumental, Maturín                     |                                                 |
| 18:00 (UTC-4)      | - Cuéllar 5' (a.g.) - Rondón 30' | Reporte   |         | Árbitro(s): Yael Falcón Pérez VAR: Jorge Baliño | Árbitro(s): Yael Falcón Pérez VAR: Jorge Baliño |

| 10 de junio de 2025 | Uruguay                              | 2:0 (1:0) | Venezuela | Estadio Centenario, Montevideo              |                                             |
| 20:00 (UTC-3)       | - Aguirre 42' - G. de Arrascaeta 47' | Reporte   |           | Árbitro(s): Raphael Claus VAR: Daniel Nobre | Árbitro(s): Raphael Claus VAR: Daniel Nobre |

| septiembre de 2025 | Argentina | vs. | Venezuela |  |  |

| septiembre de 2025 | Venezuela | vs. | Colombia |  |  |

## Jugadores
Listado de jugadores que han participado del proceso eliminatorio para la Copa Mundial 2026.
| Nombre                | Posición       | Edad    | Club                  |
| --------------------- | -------------- | ------- | --------------------- |
| Rafael Romo           | Portero        | 34 años | Universidad Católica  |
| Joel Graterol         | Portero        | 27 años | América de Cali       |
| Alain Baroja          | Portero        | 35 años | Always Ready          |
| José Contreras        | Portero        | 30 años | Águilas Doradas       |
| Wuilker Faríñez       | Portero        | 26 años | Caracas F. C.         |
| Alexander González    | Defensa        | 32 años | C. S. Emelec          |
| Christian Makoun      | Defensa        | 24 años | PFC Levski Sofia      |
| Yordan Osorio         | Defensa        | 30 años | Parma Calcio 1913     |
| Jon Aramburu          | Defensa        | 22 años | Real Sociedad         |
| Luis Mago             | Defensa        | 30 años | Carabobo F.C.         |
| Jhon Chancellor       | Defensa        | 31 años | Universidad Católica  |
| Miguel Navarro        | Defensa        | 25 años | C. A. Talleres        |
| Mikel Villanueva      | Defensa        | 30 años | Vitória S. C.         |
| Roberto Rosales       | Defensa        | 36 años | Deportivo Táchira     |
| Wilker Ángel          | Defensa        | 31 años | Criciúma              |
| Nahuel Ferraresi      | Defensa        | 26 años | São Paulo F. C.       |
| Delvin Alfonzo        | Defensa        | 24 años | Millonarios F. C.     |
| Carlos Vivas          | Defensa        | 24 años | Deportivo Táchira     |
| Rubén Ramírez         | Defensa        | 29 años | Cusco F. C.           |
| Yiandro Raap          | Defensa        | 18 años | PSV Eindhoven U21     |
| Bianneider Tamayo     | Defensa        | 19 años | Universidad de Chile  |
| Luis Balbo            | Defensa        | 18 años | ACF Fiorentina U20    |
| Alessandro Milani     | Defensa        | 19 años | S. S. Lazio U20       |
| Victor Fung           | Defensa        | 17 años | Inter de Miami II     |
| Teo Quintero          | Defensa        | 25 años | Sparta Rotterdam      |
| Eduard Bello          | Centrocampista | 29 años | Barcelona S. C.       |
| Jefferson Savarino    | Centrocampista | 27 años | Botafogo              |
| Edson Castillo        | Centrocampista | 28 años | Kaizer Chiefs F.C.    |
| José Martínez         | Centrocampista | 30 años | Corinthians           |
| Yeferson Soteldo      | Centrocampista | 27 años | Grêmio                |
| Tomás Rincón          | Centrocampista | 36 años | Santos F. C.          |
| Matías Lacava         | Centrocampista | 21 años | Atlético Goianiense   |
| Kervin Andrade        | Centrocampista | 19 años | Fortaleza             |
| Nicola Profeta        | Centrocampista | 18 años | Santos F. C. U20      |
| Cristian Cásseres Jr. | Centrocampista | 24 años | Toulouse F.C.         |
| Yangel Herrera        | Centrocampista | 26 años | Girona F. C.          |
| Jesús Bueno           | Centrocampista | 25 años | Philadelphia Union    |
| David Martínez        | Centrocampista | 18 años | Los Angeles F. C.     |
| Yair Ramos            | Centrocampista | 19 años | FC Cincinnati 2       |
| Giovanny Sequera      | Centrocampista | 18 años | Philadelphia Union II |
| Júnior Moreno         | Centrocampista | 30 años | FC Cincinnati         |
| Leenhan Romero        | Centrocampista | 17 años | Universidad Católica  |
| Rómulo Otero          | Centrocampista | 31 años | S. D. Aucas           |
| Samuel Sosa           | Centrocampista | 23 años | C. S. Emelec          |
| Telasco Segovia       | Centrocampista | 21 años | Casa Pia              |
| Bryant Ortega         | Centrocampista | 21 años | Jeddah Club           |
| Jhon Murillo          | Centrocampista | 28 años | Atlas FC              |
| Darwin Machís         | Centrocampista | 31 años | Real Valladolid C. F. |
| Daniel Pereira        | Centrocampista | 24 años | Austin FC             |
| Maurice Cova          | Centrocampista | 32 años | Deportivo Táchira     |
| Salomón Rondón        | Delantero      | 35 años | C. F. Pachuca         |
| Jesús Ramírez         | Delantero      | 26 años | Vitória S. C.         |
| Lorenzo D'Agostini    | Delantero      | 19 años | S. S. Lazio U20       |
| Jhonder Cádiz         | Delantero      | 29 años | Club León             |
| Eric Ramírez          | Delantero      | 25 años | C. A. Tigre           |
| Alejandro Marqués     | Delantero      | 23 años | G. D. Estoril Praia   |
| Josef Martínez        | Delantero      | 30 años | Inter de Miami        |
| Sergio Córdova        | Delantero      | 26 años | Alanyaspor            |

## Estadísticas

### Generales
| 18 | 16 | 4 | 6 | 6 | 15 | 19 | -4 |

| 16 | 8 | 4 | 4 | 0 | 9 | 2 | +7 |

| 2 | 8 | 0 | 2 | 6 | 6 | 17 | -11 |

### Participación de jugadores
Estadísticas al 25 de marzo de 2025.
| Pos. | Nombre                | Club                 | Minutos jugados | Partidos jugados | Alineaciones | Entró | Salió | Empezó como suplente | Anotado | Asistencia | Amonestado | Otorgado · Expulsado | Expulsado |
| ---- | --------------------- | -------------------- | --------------- | ---------------- | ------------ | ----- | ----- | -------------------- | ------- | ---------- | ---------- | -------------------- | --------- |
| DEF  | Wilker Ángel          | Juventude            | 810             | 9                | 9            | 0     | 0     | 0                    | 0       | 0          | 2          | 0                    | 0         |
| DEF  | Jon Aramburu          | Real Sociedad        | 611             | 7                | 7            | 0     | 1     | 2                    | 1       | 0          | 2          | 0                    | 0         |
| POR  | Alain Baroja          | Always Ready         | 0               | 0                | 0            | 0     | 0     | 12                   | 0       | 0          | 0          | 0                    | 0         |
| MED  | Eduard Bello          | Universidad Católica | 297             | 6                | 4            | 2     | 3     | 8                    | 1       | 0          | 1          | 0                    | 0         |
| MED  | Cristian Cásseres Jr. | Toulouse             | 579             | 11               | 4            | 7     | 3     | 8                    | 0       | 1          | 4          | 0                    | 0         |
| DEF  | Jhon Chancellor       | Universidad Católica | 0               | 1                | 0            | 1     | 0     | 2                    | 0       | 0          | 0          | 0                    | 0         |
| DEL  | Sergio Córdova        | Alanyaspor           | 82              | 2                | 1            | 1     | 1     | 4                    | 0       | 0          | 0          | 0                    | 0         |
| DEF  | Nahuel Ferraresi      | São Paulo            | 530             | 8                | 6            | 2     | 2     | 6                    | 0       | 0          | 0          | 0                    | 0         |
| DEF  | Alexander González    | Emelec               | 819             | 10               | 9            | 1     | 0     | 2                    | 0       | 0          | 2          | 0                    | 1         |
| POR  | Joel Graterol         | América de Cali      | 0               | 0                | 0            | 0     | 0     | 8                    | 0       | 0          | 0          | 0                    | 0         |
| MED  | Yangel Herrera        | Girona               | 673             | 10               | 10           | 0     | 7     | 0                    | 0       | 0          | 2          | 0                    | 0         |
| MED  | Darwin Machís         | Real Valladolid      | 467             | 9                | 4            | 5     | 3     | 7                    | 1       | 1          | 1          | 0                    | 0         |
| DEF  | Luis Mago             | Caracas              | 78              | 1                | 1            | 0     | 1     | 0                    | 0       | 0          | 0          | 0                    | 0         |
| DEF  | Christian Makoun      | Levski Sofia         | 297             | 5                | 3            | 2     | 1     | 11                   | 0       | 1          | 0          | 0                    | 0         |
| DEL  | Alejandro Marqués     | Estoril Praia        | 12              | 1                | 0            | 1     | 0     | 1                    | 0       | 0          | 0          | 0                    | 0         |
| MED  | José Martínez         | Corinthians          | 769             | 10               | 10           | 0     | 7     | 0                    | 0       | 1          | 5          | 0                    | 0         |
| DEL  | Josef Martínez        | San Jose             | 140             | 4                | 2            | 2     | 2     | 3                    | 0       | 0          | 1          | 0                    | 0         |
| MED  | Júnior Moreno         | Gimnasia             | 133             | 3                | 1            | 2     | 1     | 3                    | 0       | 0          | 0          | 0                    | 0         |
| DEF  | Miguel Navarro        | Talleres             | 807             | 9                | 9            | 0     | 2     | 1                    | 0       | 0          | 3          | 0                    | 0         |
| DEF  | Yordan Osorio         | Parma                | 720             | 8                | 8            | 0     | 0     | 1                    | 0       | 0          | 1          | 0                    | 0         |
| MED  | Rómulo Otero          | Nacional             | 40              | 2                | 0            | 2     | 0     | 3                    | 0       | 0          | 0          | 0                    | 0         |
| DEL  | Eric Ramírez          | Tigre                | 24              | 2                | 0            | 2     | 0     | 6                    | 0       | 0          | 0          | 0                    | 0         |
| MED  | Tomás Rincón          | Santos               | 395             | 10               | 4            | 6     | 3     | 9                    | 0       | 0          | 1          | 0                    | 0         |
| POR  | Rafael Romo           | Universidad Católica | 1260            | 14               | 14           | 0     | 0     | 0                    | 0       | 0          | 1          | 0                    | 0         |
| DEL  | Salomón Rondón        | Pachuca              | 1171            | 14               | 14           | 0     | 8     | 0                    | 4       | 0          | 0          | 0                    | 0         |
| DEF  | Roberto Rosales       | Táchira              | 12              | 1                | 0            | 1     | 0     | 4                    | 0       | 0          | 0          | 0                    | 0         |
| MED  | Jefferson Savarino    | Botafogo             | 603             | 10               | 7            | 3     | 6     | 5                    | 2       | 2          | 0          | 0                    | 0         |
| MED  | Samuel Sosa           | UCV                  | 232             | 4                | 3            | 1     | 3     | 2                    | 0       | 0          | 1          | 0                    | 0         |
| MED  | Yeferson Soteldo      | Santos               | 961             | 13               | 9            | 4     | 1     | 4                    | 1       | 4          | 2          | 0                    | 0         |
| MED  | Edson Castillo        | Kaizer Chiefs        | 11              | 3                | 0            | 3     | 0     | 4                    | 0       | 0          | 1          | 0                    | 0         |
| MED  | Telasco Segovia       | Inter Miami          | 392             | 7                | 4            | 3     | 2     | 4                    | 1       | 0          | 1          | 0                    | 0         |
| MED  | Daniel Pereira        | Austin               | 58              | 1                | 1            | 0     | 1     | 0                    | 0       | 0          | 0          | 0                    | 0         |
| DEL  | Jhonder Cádiz         | León                 | 174             | 8                | 1            | 7     | 1     | 7                    | 1       | 0          | 1          | 0                    | 0         |
| DEF  | Jhon Murillo          | San Luis             | 127             | 3                | 2            | 1     | 2     | 2                    | 0       | 0          | 1          | 0                    | 0         |
| MED  | Kervin Andrade        | Fortaleza            | 43              | 2                | 0            | 2     | 0     | 5                    | 0       | 0          | 0          | 0                    | 0         |
| DEF  | Rubén Ramírez         | Bolívar              | 270             | 3                | 3            | 0     | 0     | 3                    | 1       | 0          | 0          | 0                    | 0         |
| DEL  | Jesús Ramírez         | Vitória              | 2               | 1                | 0            | 1     | 0     | 1                    | 0       | 0          | 0          | 0                    | 0         |
| DEL  | Gleiker Mendoza       | Kryvbas              | 46              | 1                | 1            | 0     | 1     | 0                    | 0       | 0          | 0          | 0                    | 0         |
| MED  | Jesús Bueno           | Philadelphia         | 46              | 1                | 1            | 0     | 1     | 1                    | 0       | 0          | 0          | 0                    | 0         |
| DEF  | Josua Mejías          | Kallithea            | 97              | 2                | 1            | 1     | 0     | 1                    | 0       | 0          | 1          | 0                    | 0         |
| DEL  | Freddy Vargas         | Maccabi Netanya      | 16              | 1                | 0            | 1     | 1     | 1                    | 0       | 0          | 1          | 0                    | 0         |
| DEL  | Jan Hurtado           | Gimnasia             | 13              | 1                | 0            | 1     | 0     | 2                    | 0       | 0          | 0          | 0                    | 0         |